# Musa (planta)
Musa és un dels tres gèneres dins la família Musaceae; inclou les bananes. Les espècies d'aquest gènere tenen una gran varietat d'usos. El nom científic Musa probablement deriva dels noms àrabs, perses mawz/mauz (موز) o turcs (muz) que designen el fruit, la banana.
Les plantes d'aquest gènere no són pas arbres sinó que són herbàcies gegants.

## Sistemàtica i taxonomia
El gènere Musa tradicionalment s'ha classificat en cinc seccions biològiques (Ingentimusa, Australimusa, Callimusa, Musa i Rhodochlamys) però el 2002 es van reduir a tres i recentment s'ha abandonat la separació en seccions per les proves genètiques.
De les distintes espècies del gènere s'han desenvolupat diferents grups de bananes comestibles. El grup que de bon tros està més estès és el derivat de les espècies Musa acuminata (principalment) i Musa balbisiana ja sigui sols o en combinacions híbrides. Un altre grup més petit deriva de la secció Callimusa (abans classificada com Australimusa) restringit a la Polinèsia.

### Història
Des de temps de Linnaeus (segle xviii) fins a la dècada de 1940 les bananes van rebre diferents noms científics com el de Musa cavendishii com si foren espècie si no híbrids com passa en realitat a més d'haver tingut mutacions i selecció humana. A partir de la dècada de 1950 va quedar clar que era millor donar als plàtans noms de cultivars.

### Algunes espècies

#### SeccióCallimusa(incorporantAustralimusa)
- M. alinsanaya R.V.Valmayor
- M. azizii Häkkinen
- M. barioensis Häkkinen
- M. bauensis Häkkinen & Meekiong
- M. beccarii N.W.Simmonds
- M. boman Argent
- M. borneensis Becc.
- M. bukensis Argent
- M. campestris Becc.
- M. coccinea Andrews [= M. uranoscopos Lour. ]
- M. exotica R.V.Valmayor
- M. fitzalanii F.Muell. (extinta)
- M. gracilis Holttum
- M. hirta Becc.
- M. insularimontana Hayata
- M. jackeyi W.Hill
- M. johnsii Argent
- M. lawitiensis Nasution & Supard.
- M. lokok Geri & Ng
- M. lolodensis Cheesman
- M. maclayi F.Muell. ex Mikl.-Maclay
- M. monticola Argent
- M. muluensis M.Hotta
- M. paracoccinea A.Z.Liu & D.Z.Li
- M. peekelii Lauterb.
- M. salaccensis Zoll. ex Kurz
- M. textilis Née – Abacá
- M. troglodytarum L.
- M. tuberculata M.Hotta
- M. violascens Ridl.
- M. viridis R.V.Valmayor et al.
- M. voonii Häkkinen

#### SeccióIngentimusa
- M. ingens N.W.Simmonds

#### SeccióMusa(incorporantRhodochlamys)

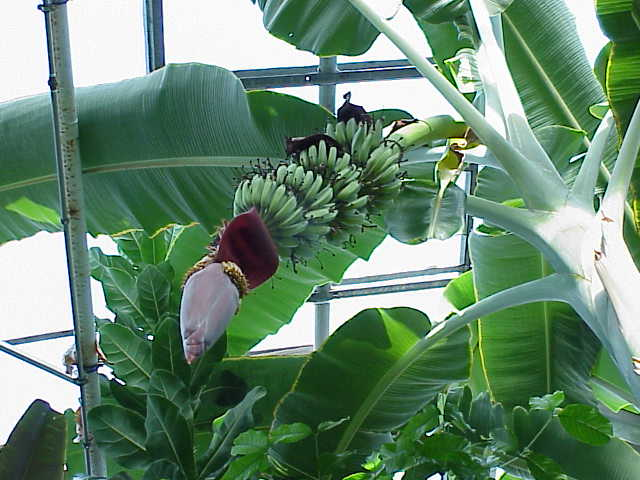
Bananito (Musa acuminata) amb inflorescència

- M. acuminata Colla – Bananito, Apple banana
M acuminata ssp. zebrina [= M. sumatrana] – Blood banana
- M. aurantiaca Baker
- M. balbisiana Colla
- M. banksii F.Muell.

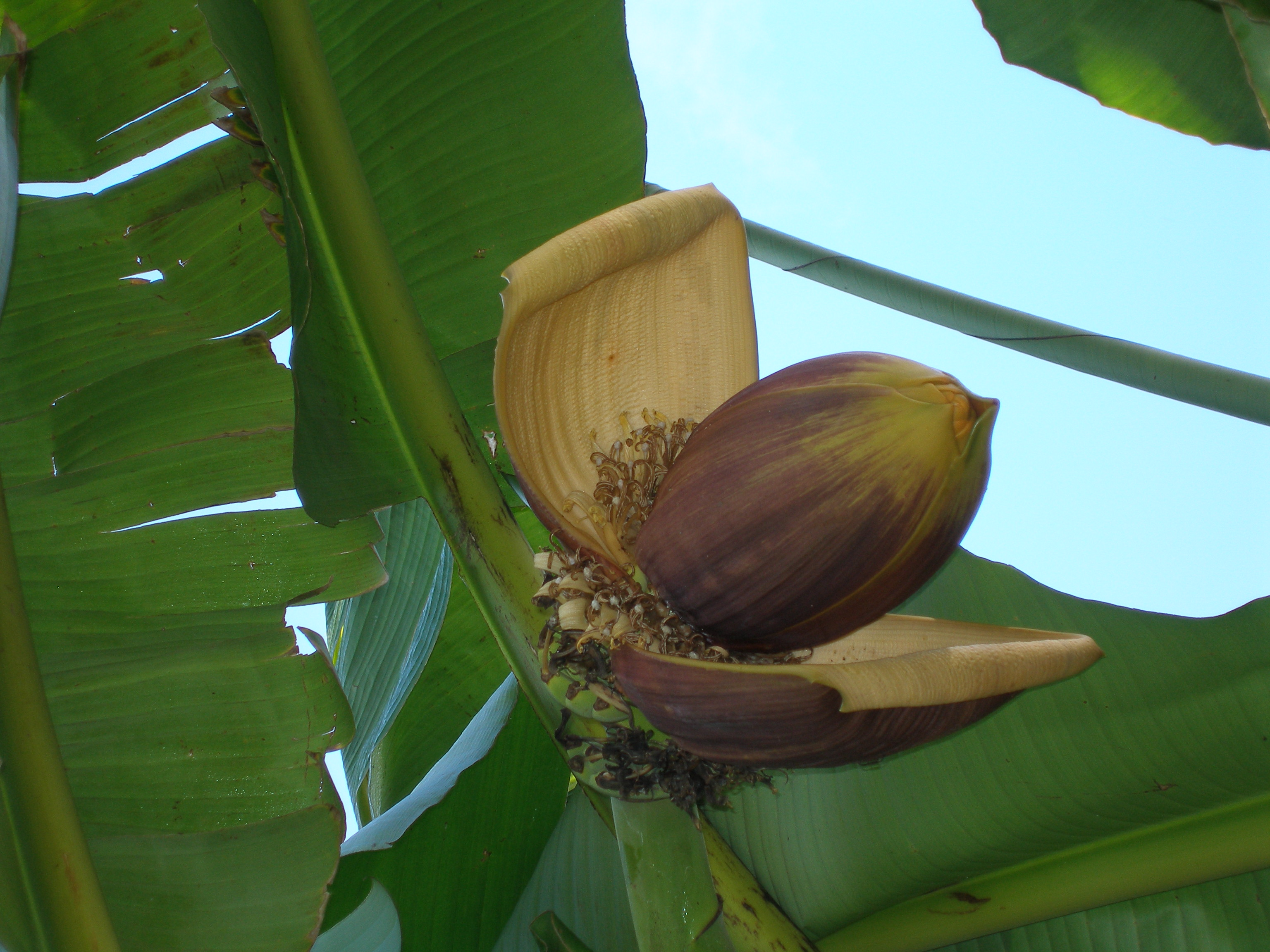
Musa basjoo

- M. basjoo Siebold & Zucc. ex Iinuma – Japanese Fiber banana, Hardy banana. La més resistent al fred.

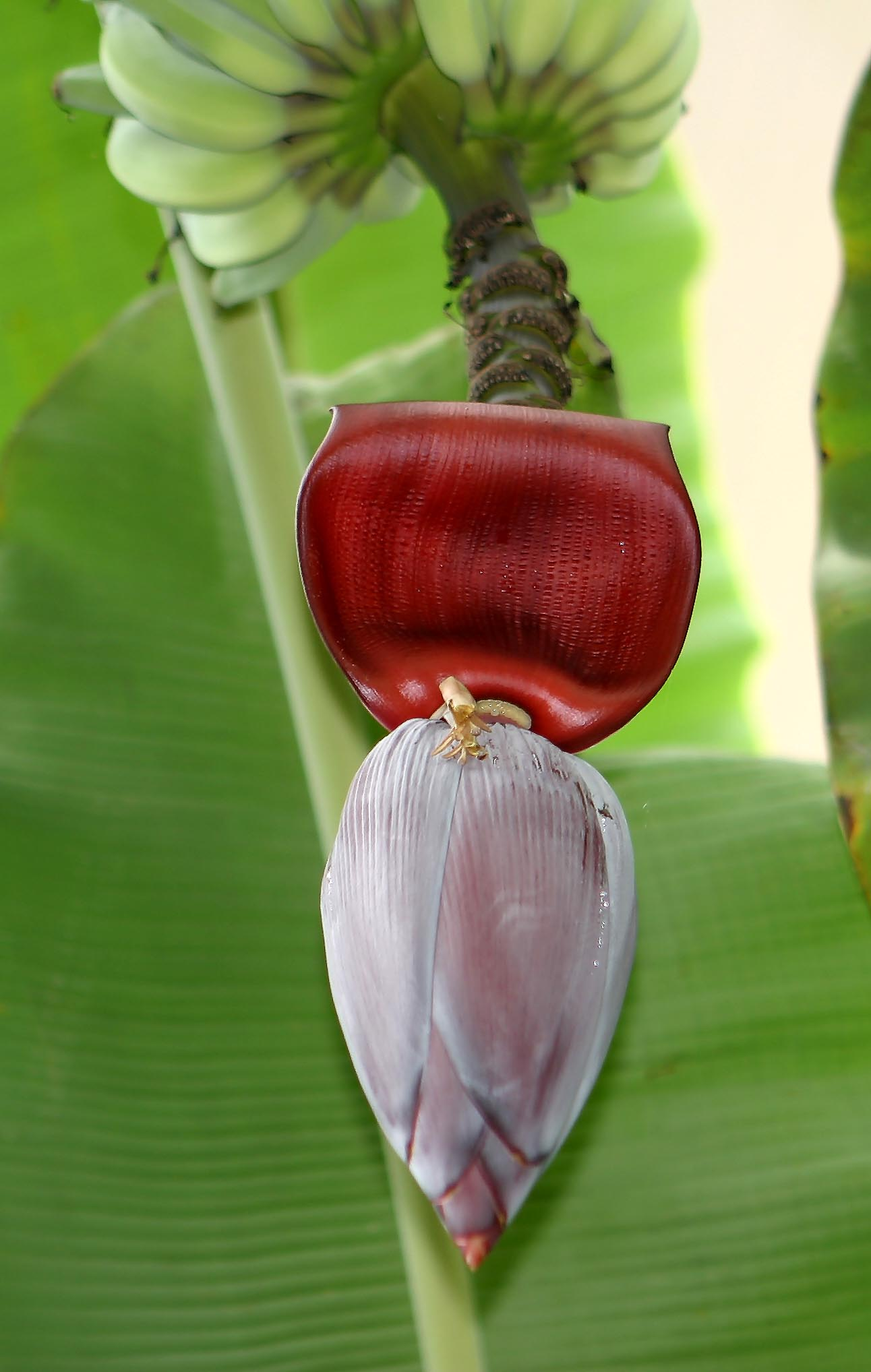
Inflorescence

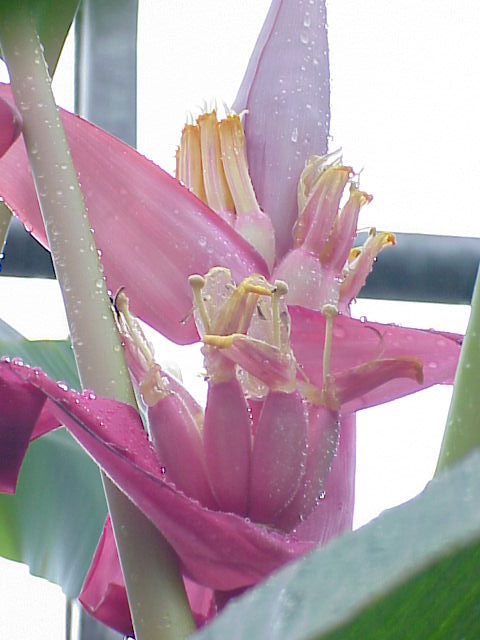
Pink banana (Musa velutina) flower

- M. cheesmanii N.W.Simmonds
- M. chunii Häkkinen
- M. griersonii Nolte
- M. itinerans Cheesman
- M. laterita Cheesman
- M. mannii Baker
- M. nagensium Prain

- M. ochracea K.Sheph.
- M. ornata Roxb.
- M. rosea Baker
- M. rubinea Häkkinen & C.H.Teo
- M. rubra Wall. ex Kurz
- M. sanguinea Hook.f.
- M. schizocarpa N.W.Simmonds
- M. siamensis Häkkinen & Rich.H.Wallace
- M. sikkimensis Kurz
- M. thomsonii King ex A.M.Cowan & Cowan

- M. velutina H.Wendl. & Drude – Pink banana
- M. yunnanensis Häkkinen & H.Wang
- M. zaifui Häkkinen & H.Wang

#### Secció indeterminada

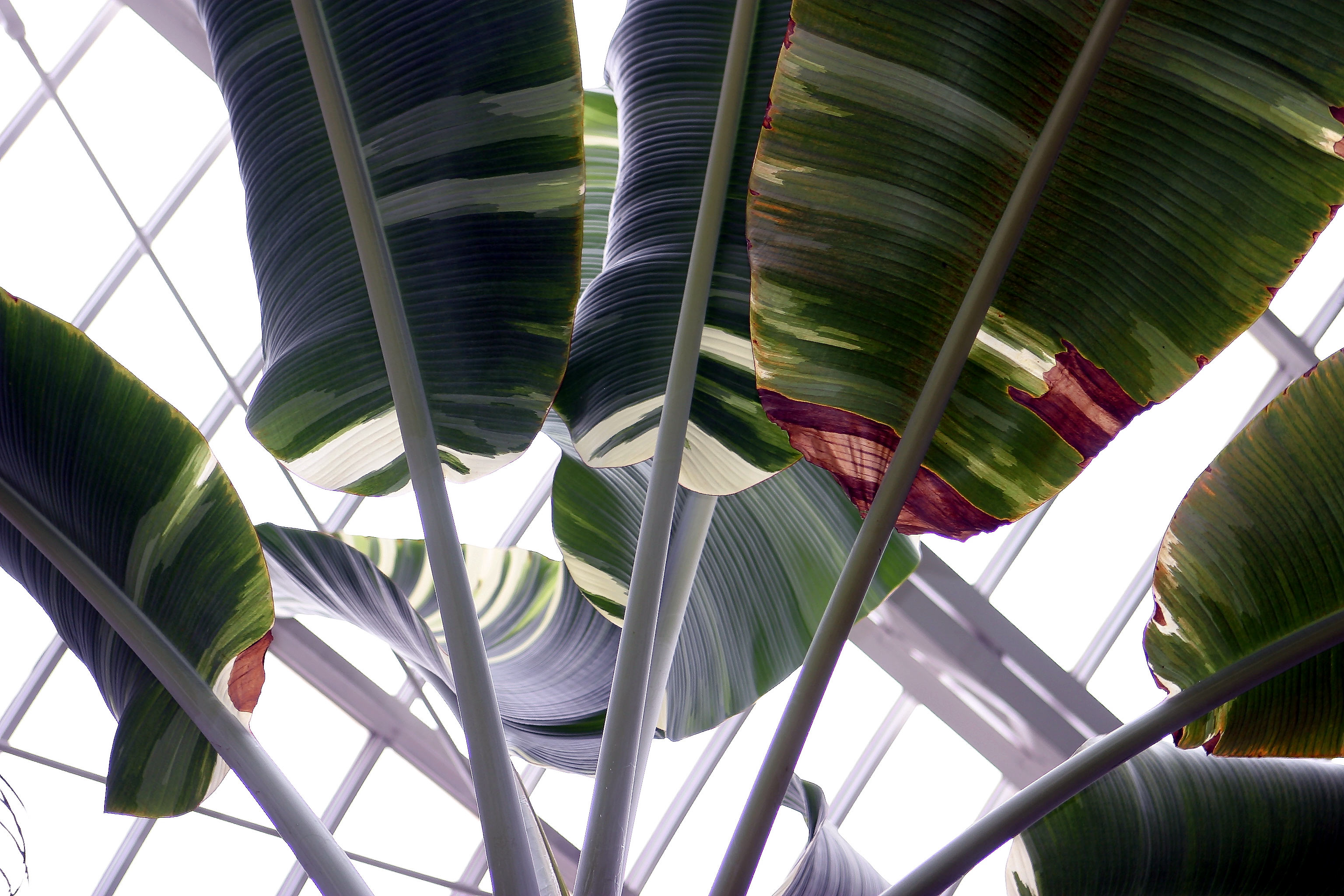
Forma variegada de Musa sp.

- M. celebica Warb. ex K.Schum.
- M. lanceolata Warb. ex K.Schum.
- M. lutea R.V.Valmayor et al.
- M. sakaiana Meekiong et al.
- M. tonkinensis R.V.Valmayor et al.